# Automolis venustissima
Automolis venustissima là một loài bướm đêm thuộc phân họ Arctiinae, họ Erebidae.